# أنخيل رودريغيز (لاعب كرة قدم إسباني)
أنجيل لويس رودريغيز دياز (بالإسبانية: Ángel Luis Rodríguez Díaz)‏ (مواليد 26 أبريل 1987 في سانتا كروس دي تينيريفه - إسبانيا) لاعب كرة قدم إسباني يلعب حاليا لصالح نادي الدرجة الأولى ريال سرقسطة الإسباني منذ 2015 في مركز المهاجم .

## روابط خارجية
- أنخيل لويس رودريغيز دياز على موقع قاعدة بيانات كرة القدم.إي يو (الإنجليزية)
- أنخيل لويس رودريغيز دياز على موقع Soccerway.com (الإنجليزية)
- أنخيل لويس رودريغيز دياز على موقع عالم كرة القدم.نت (الإنجليزية)
- أنخيل لويس رودريغيز دياز على موقع AS.com (الإسبانية)